# Православие в Индонезии
Правосла́вие в Индоне́зии (индон. Kristen Ortodoks di Indonesia) — является немногочисленной христианской деноминацией в стране. Точное количество православных в Индонезии неизвестно. Территория Индонезии входит в Сингапурскую митрополию Константинопольской православной церкви и в Сингапурскую епархию Русской православной церкви.
Большинство православных в Индонезии составляют местные жители, перешедшие в православие. В 2009 году численность православных в Индонезии составляла около 2000 человек.

## История
Впервые православие появилось на территории современной Индонезии в VII веке. Последователи нехалкидонской сиро-яковитская традиции появились на Суматре в Маджапахитский период. Вскоре следы православия в Индонезии исчезли. Возрождение восточного христианства в Индонезии началось в XX веке.
В 1934 году в г. Батавия на острове Яве был основан русский православных приход, настоятелам которого назначен священник Василий Быстров. Приход подчинялся Харбинской епархии. По приезде на Яву отцу Василию пришлось вновь организовать православный приход и устроить церковь в Бандунге. В конце 1940-х годов приход на Яве стал подчиняться Архиепископу Сан-Францисскому Тихону (Троицкому), которому в мае 1950 года отец Василий Быстров писал: «После передачи суверенности туземцам с 1-го января с.г., жизнь на Яве резко изменилась к худшему во многих отношениях, то есть нормальная и тихая жизнь кончена и многие русские прихожане в Индонезии покидают эту страну». В конце мая того же года протоиерей Василий сообщил «О прекращении существования вверенного мне прихода».
В 1965 году в Индонезии был принят закон о религии, в котором официальными и разрешёнными религиями объявлялись ислам, католицизм, протестантизм, индуизм, буддизм и конфуцианство.
В 1980-е годы православная церковь в Индонезии стремилась добиться признания от индонезийских властей. В 1991 году православие юридически было признано и помещено под наблюдение Протестантской секции Государственного департамента религий.